# Joseph Markel Prahl
Joseph Markel Prahl dr. (Beverly, Massachusetts, 1943. március 30. – 2018. április 19.) amerikai űrhajós.

## Életpálya
1963-ban a Harvard Egyetemen (Harvard University) gépészmérnöki oklevelet szerzett. 1968-ban ugyanitt doktorált.
1990. augusztus 5-től a Lyndon B. Johnson Űrközpontban részesült űrhajóskiképzésben. Űrhajós pályafutását 1992. július 9-én fejezte be. A Case Western Reserve University (Cleveland, Ohio) professzora.

## Űrrepülések
STS–50, a Columbia űrrepülőgép 12. repülésének (Spacelab) teherfelelőse.